# Château de Putdael
Le château de Putdael, dit manoir d'Anjou, est un château classé de style néo-classique situé à Woluwe-Saint-Pierre (Bruxelles).

## Histoire patrimoniale

### 1845 - 1913
Au début du XIXe siècle, la propriété faisait partie intégrante de la forêt de Soignes. Le site est aménagé en 1845 et nommé « château de Putdael », en raison de la proximité avec la vallée du même nom. Le domaine est ensuite acquis par le patron de presse Alfred Madoux en 1884. À la place des constructions existantes, il y fait ériger une bâtisse de facture néo-classique, coiffée d'une coupole, place des statues dans le parc et crée une grotte artificielle. 

### 1913 - 1940
En 1913, neuf ans après le décès d'Alfred Madoux, sa veuve loue le bien au duc d’Orléans Philippe VIII. Jusqu'à sa mort en 1926, le duc d'Orléans valorise les douze hectares de sa propriété en réaménageant le parc et en agrémentant les sous-bois de plantes adaptées aux ombrages. Ensuite, le bien est légué à son neveu Jean duc de Guise, chef de la maison d'Orléans. En 1940, après la mort de son père, le duc de Guise, Henri comte de Paris, dont les cinq premiers enfants sont nés au manoir d'Anjou de 1932 à 1938, la propriété est vendue par le comte de Paris et ses sœurs cohéritières, dans le cadre de la succession paternelle.

### Depuis 1940
Durant la Seconde Guerre mondiale, le domaine est occupé par les Allemands.
En 1948, la propriété est achetée par les « Religieuses du Bon Pasteur ».
En 1987, le domaine est repris par les « Fraternités du Bon Pasteur » et est donc privé, à l’exception des locaux occupés par l'Institut catholique des hautes études commerciales (ICHEC).
La maison est classée depuis le 8 mai 2014,.
Aujourd’hui, une septantaine de personnes d’âges et de statuts variés vivent sur le site : jeunes et moins jeunes, familles, célibataires, prêtre et religieuse, jeunes adultes, étudiants.